# Texananus proximus
Texananus proximus är en insektsart som beskrevs av Crowder 1952. Texananus proximus ingår i släktet Texananus och familjen dvärgstritar. Inga underarter finns listade i Catalogue of Life.